# 百済貨物ターミナル駅
百済貨物ターミナル駅（くだらかもつターミナルえき）は、大阪府大阪市東住吉区今林3丁目にある日本貨物鉄道（JR貨物）関西本線貨物支線の貨物駅である。
梅田駅（通称「梅田貨物駅」）の機能移転のため、2006年度から2012年度にかけて駅設備の改修事業が行われ、2013年（平成25年）3月16日ダイヤ改正に合わせて従来の百済駅から百済貨物ターミナル駅に改称された。貨物駅としての百済駅が開設される以前に現在の東部市場前駅よりも天王寺寄りに旅客駅としての百済駅が1909年（明治42年）から1963年（昭和38年）まで存在していたが、これに関しては東部市場前駅を参照。

## 歴史

### 開設

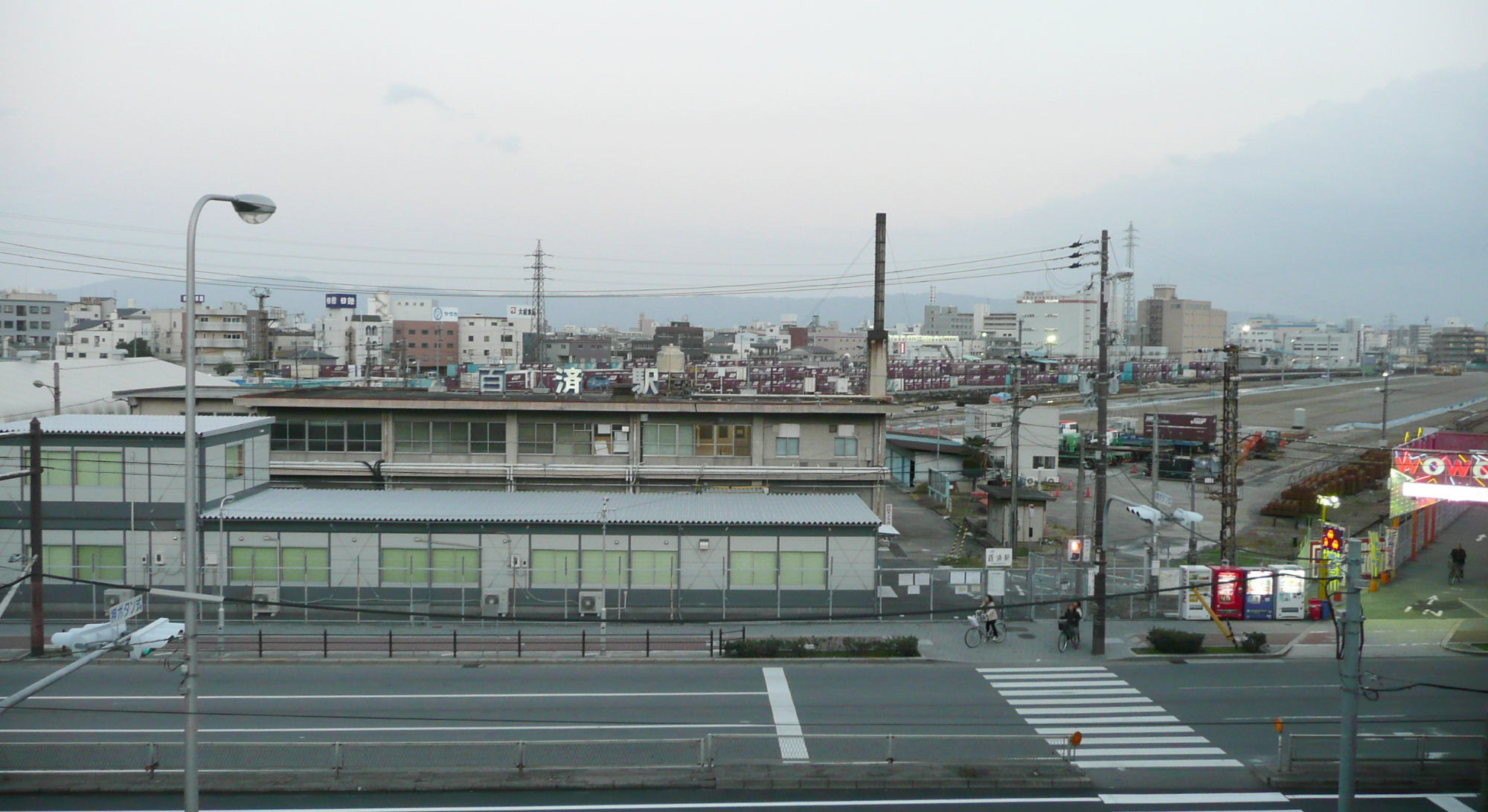
旧・百済貨物駅時代の駅舎（2007年12月）

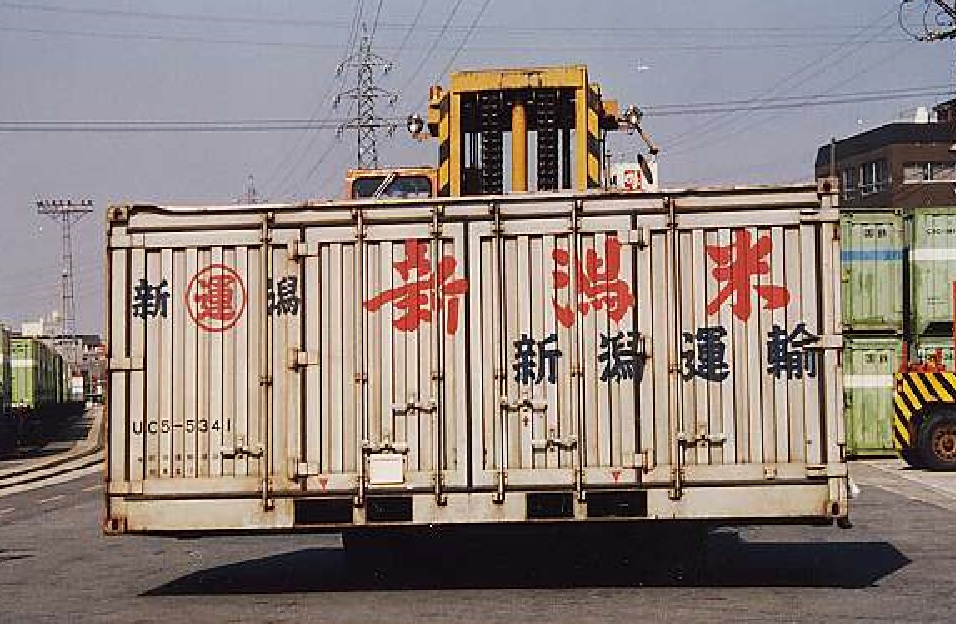
旧・百済貨物駅時代には、主力貨物であった新潟米(コシヒカリ)輸送用、20ft形10t積みコンテナの取り扱いが盛んに行なわれていた。
画像は、新潟運輸建設が所有していた私有コンテナの汎用タイプ。
（1985年12月）

百済駅は、大阪南部の貨物駅の取り扱い能力を救済するために第二次世界大戦中の1940年（昭和15年）に計画され、大阪市東住吉区杭全町に新設することで1942年（昭和17年）2月に計画承認を受けた。この際に用地を取得したが計画中止となってそのままとなっていた。第二次世界大戦後、大阪南部の復興や人口増加に伴い貨物輸送量が急増し、大阪南部の貨物駅の能力が限界となってきた。特に大阪南部の交通の要である天王寺駅について、客貨分離を図ることで処理能力を緩和する方針が1960年（昭和35年）に打ち出された。これに合わせて八尾・平野・天王寺の車扱・小口扱輸送を全面集約し、天王寺・湊町における小口中継を取り扱う計画となった。移転先は、道路網が整備されていて貨物扱いに適した、天王寺駅から関西本線に沿って5 kmほど離れた場所が選定された。用地は戦時中の1942年（昭和17年）から1944年（昭和19年）にかけて買収が行われており、残りの用地も農地改革の際に買収された。しかし当時から不法占拠の家が31戸あり、1963年（昭和38年）から立ち退きの要求、仮処分申請、そして訴訟が行われて、1967年（昭和42年）までに退去させて用地が確保された。
年間60万トンの処理能力を計画し、1961年（昭和36年）から着工されたが、この年の12月には関西本線において気動車の運転が開始されて天王寺駅や平野駅の入換作業が困難となっており、また平野 - 天王寺間の高架化の関係もあり、早急に開業が要望され1963年（昭和38年）10月1日に年間40万トンの取り扱い能力で暫定開業した。この際に、平野駅から分岐する貨物支線上の駅として開業し、平野駅からの営業キロは1.4 kmとされた。さらに1964年（昭和39年）11月25日には駅の北側の少し離れた位置に大阪市中央卸売市場東部市場が開場し、そこへの貨物を輸送するために当駅から2.1 kmの貨物線が伸ばされて百済市場駅が市場開場の前日である11月24日に開業した。

### 取扱能力の拡大
当初年間60万トン規模を想定した計画であったが、荷主直結の輸送体制を整備するためにコンテナの取り扱いを行えるように一部の計画が変更されることになった。1965年（昭和40年）10月にコンテナ扱い設備が完成したが、その後百済駅は近代的な貨物拠点として整備されたことや周辺の道路事情がよかったこともあってコンテナの取り扱いは急増し、順次コンテナ扱い設備が増強されるとともにコンテナ検修設備なども整備された。全面完成した1966年（昭和41年）には年間150万トン規模の貨物駅となった。さらに1974年（昭和49年）2月には年間320万トンまで取り扱い能力が拡大されたが、その後の輸送需要の変化により効率化が進められ、1982年（昭和57年）時点では年間150万トン程度の能力となっていた。
1966年（昭和41年）10月からは車運車による自動車輸送の拠点ともなっている。さらに王寺・天王寺・湊町（現在のJR難波）などの鉄道小荷物扱いも1968年（昭和43年）10月に百済構内に設置された百済荷物センターに集約された。この百済荷物センターはその後、1日400個の取り扱い能力を持ち、大阪南部および紀伊半島一円の荷物扱いの中継を行うようになったが、1975年（昭和50年）以降宅配便の進出により需要はほぼ半減した。

### 改修事業
再開発事業のために廃止となる梅田貨物駅を吹田貨物ターミナル駅と当駅に半分ずつ分散移転させることに伴い、当駅の設備の改修事業が鉄道建設・運輸施設整備支援機構により進められた。これに伴い駅の面積は、もとの13.6ヘクタールから、周辺の機構所有地1.5ヘクタールを加えて15.1ヘクタールとなった。また従来18両編成900トン対応であった構内が、26両編成1300トン対応へと増強された。
従来、おおさか東線（城東貨物線）から関西本線に入る平野駅から当駅までの間は貨物列車専用の線路がなく、駅へ到着する下り貨物列車は関西本線の上り線を逆走運転していた。これを解消するために貨物列車専用線を増設して3線にする工事が進められ、2010年10月末に完成して使用が開始された。これに伴い、平野駅駅舎ならびに平野駅付近の配線の改修が実施された。
以前の構内は非電化であったが、この改良事業に伴い直流電化が実施され、駅構内でのディーゼル機関車による入換作業は全廃された。改修によりコンテナホームは従来の2面4線から3面5線に増強され、そのうち南ホーム・中ホームの2面は有効長535メートルで26両編成対応、もう1面の北ホームは有効長420メートルで20両編成対応となった。このうち南ホーム1面は着発線荷役方式に対応する。着発線は4線、出発線は2線、留置線は5線が整備された。
さらに当駅直下の馬場地下道が従来は北行き一方通行であったのを拡幅して対面通行可能とした。駅入口ではトラックの出入りが増えることから、歩行者の動線とトラックの出入りを分離するための延長160メートルの立体横断施設が整備された。

### 年表
- 1963年（昭和38年）10月1日：開業。
- 1964年（昭和39年）11月24日：大阪市中央卸売市場東部市場への貨物線として当駅 - 百済市場駅間が開業。
- 1965年（昭和40年）10月：コンテナ取り扱い設備の使用を開始。
- 1966年（昭和41年）10月：自動車の輸送を開始。
- 1968年（昭和43年）10月：百済荷物センターを開設。
- 1984年（昭和59年）2月1日：当駅 - 百済市場駅間の貨物線を廃止。
- 1987年（昭和62年）4月1日：国鉄分割民営化により、日本貨物鉄道（JR貨物）の駅となる。
- 2011年（平成23年）3月12日：当駅 - 正覚寺信号場間の電化に伴い、電気機関車の乗り入れを開始。
- 2013年（平成25年）
  - 3月12日：百済駅改修竣工式を開催[13]。
  - 3月16日：駅名を百済貨物ターミナル駅に改称し、梅田貨物駅の機能が新設の吹田貨物ターミナル駅とともに当駅にも移転[15]。
- 2024年（令和6年）6月17日：積替ステーションを供用開始[16]。

## 駅構造

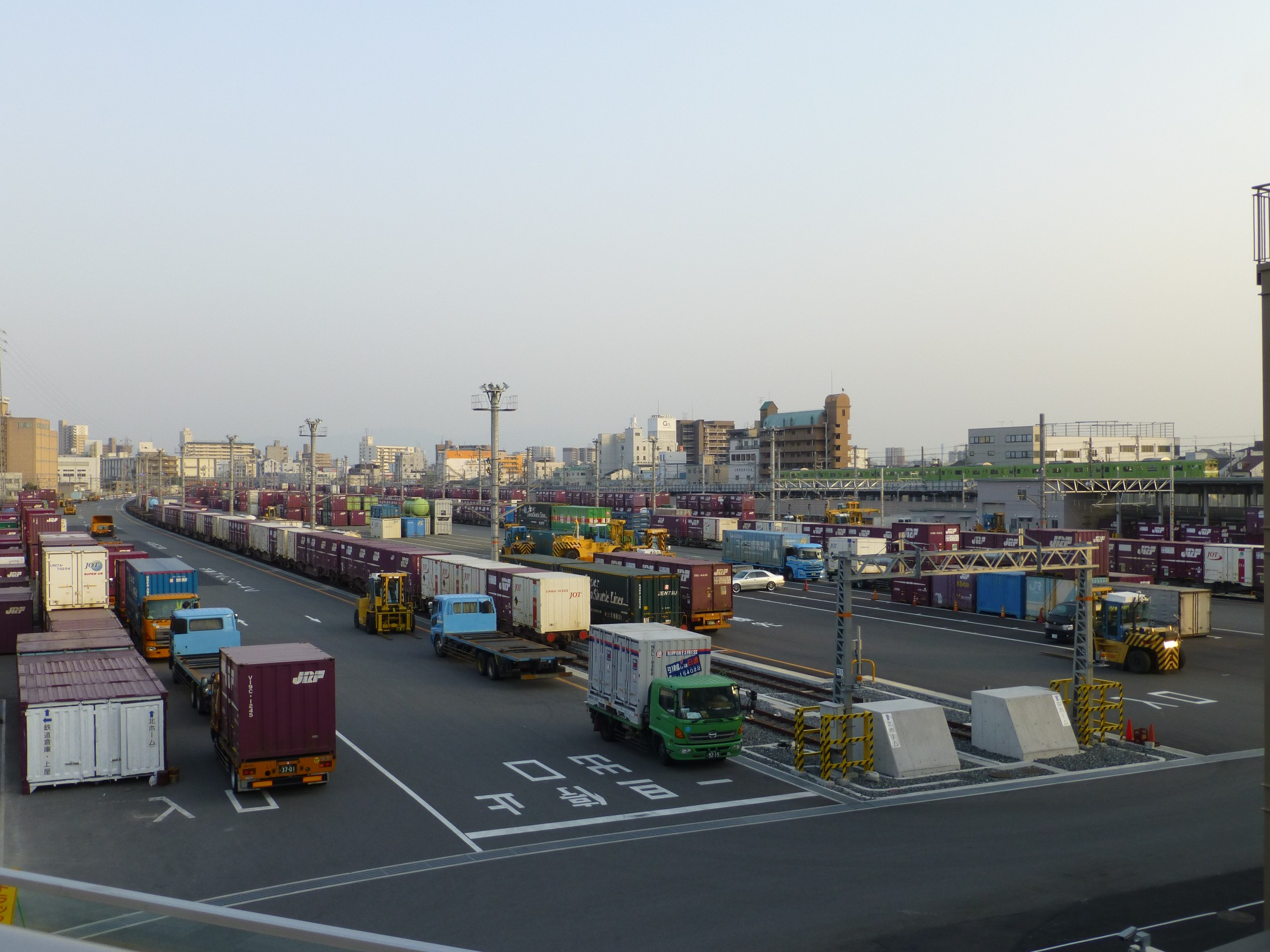
構内（2013年3月）

総面積は15.1ヘクタールあり、3面のコンテナホーム、5本のコンテナ荷役線を備え、このうち2面4線が26両編成（1,300トン）対応、1面1線が20両編成対応である。出発線2線、留置線5線、倉庫線1線、機留線2線を備えている。おおさか東線（城東貨物線）を通じて東海道本線方面との間での貨物列車の発着を行っている。
駅本屋は鉄骨造り4階建て1,055平方メートル、鉄道倉庫が鉄骨造り3階建て1万9,200平方メートル、荷捌き上屋が1,500平方メートル、コンテナ検修庫が440平方メートルある。
鉄道倉庫は3層構造（事務所部分が5層のため法的には5階建て）で、駅構内東側の本線寄りにあり、倉庫線1線が庫内に引き込まれている。梅田貨物駅の機能移転に伴い、JR貨物グループの大阪鉄道倉庫が同駅構内で運営していた施設を移転したもので、おもに関西地区向けの新聞ロール紙等の到着・受け入れに使用されていた。2019年（令和元年）7月からは、グループ再編により運営者は日本運輸倉庫となった（その後、2025年（令和7年）4月にJR貨物ロジ・ソリューションズに改称）。新聞ロール紙の需要減少により、2023年（令和5年）には倉庫線の使用がなくなったが、2024年（令和6年）2月からはネスレ日本の関西地区向けのボトルコーヒー等の到着・受け入れに使用されることとなり、使用を再開した。この際、倉庫線はコンテナ車4両対応から6両対応に増強された。その後ネスレ日本は、2025年（令和7年）3月31日からは中国・四国方面へのボトルコーヒー製品輸送についてもトラックへの中継により鉄道輸送を活用することとし、当駅及び吹田貨物ターミナル駅で鉄道倉庫を活用して鉄道コンテナからトラックへの中継輸送を開始した。
2024年（令和6年）6月17日からは、構内に鉄道コンテナと一般トラックの積替ステーションが供用を開始した。それまでコンテナへの貨物の積み卸しは、鉄道倉庫等の例外を除いて駅では行わず、コンテナを発着荷主の許に運んで行っており、緊締車（コンテナ専用トラック）の台数やその運転有資格ドライバーの人数による制約を受けていた。駅にコンテナと一般トラックの積み替え施設を整備することにより、駅と発着荷主の間は一般トラックによる輸送が可能となり、緊締車やドライバーの数による制約を緩和し、利用荷主の拡大が可能となった。

## 取扱貨物
- コンテナ貨物
  - 12フィートコンテナ、20フィート、30フィート(2013年3月16日改正より)。最大扱重量は24 t。
- 臨時車扱貨物
- 産業廃棄物・特別産業廃棄物の取扱許可を得ている。

## 駅周辺
駅北方に大阪市中央卸売市場東部市場があるが、かつては百済市場駅がその構内にあった（先述）。関西本線（大和路線）の東部市場前駅は、西側を通る今里筋を挟んだ所にある。
周辺施設の解説は「東部市場前駅#駅周辺」を、路線バスの解説は「東部市場前駅#バス路線」をそれぞれ参照。

## 隣の駅
日本貨物鉄道（JR貨物）
関西本線貨物支線
平野駅 - 百済貨物ターミナル駅

### 過去の路線
日本国有鉄道
関西本線貨物支線（1984年廃止）
百済駅 - 百済市場駅